# Elisabetta della Trinità
Elisabetta della Trinità, al secolo Élisabeth Catez (Avord, 18 luglio 1880 – Digione, 9 novembre 1906), è stata una monaca cristiana e mistica francese dell'Ordine dei carmelitani scalzi.
Beatificata nel 1984, è stata proclamata santa da papa Francesco nel 2016.
(Elisabetta della Trinità)

## Biografia
Nacque nel campo militare di Avord, nel distretto francese di Farges-en-Septaine (dipartimento di Cher), primogenita del capitano Joseph Catez e Marie Rolland. Il padre di Élisabeth morì improvvisamente quando lei aveva sette anni.
La piccola "Sabeth", come la chiamava chi la conosceva, aveva un temperamento fin troppo vivace. Dopo aver ricevuto la prima comunione nel 1891, Élisabeth si fece più moderata e aperta al rapporto con Dio (soprattutto con la Trinità) e col mondo. Cominciò a prestare servizio nel coro parrocchiale e a fare gesti di carità concreta, quale l'assistenza ai malati e insegnare il catechismo ai bambini che lavoravano in fabbrica.
Presto Élisabeth, nonostante la forte opposizione materna e rifiutando numerose proposte di matrimonio, seguì la vocazione che la invitava ad entrare fra le Carmelitane scalze, nel monastero che si trovava a duecento metri dalla sua abitazione a Digione.

Élisabeth entrò nel Carmelo di Digione il 2 agosto 1901, prendendo il nome di Elisabetta della Trinità. Disse: 
Come in tutte le esperienze di spiritualità, momenti di grande fervore si alternavano a periodi di estrema aridità. Elisabetta nei suoi scritti tenne un resoconto della sua articolata situazione spirituale.

Alla fine della sua vita incominciò a riferirsi a sé stessa come Laudem Gloriæ ("Lode di gloria"); voleva essere una continua lode di gloria a Dio. Questo nuovo nome che si era data era legato al rapporto che lei stessa affermava di aver instaurato con San Paolo, che definiva sua guida illuminatrice sulle strade di Dio.  Soleva dire: 

### Morte
Elisabetta della Trinità morì a ventisei anni, colpita dalla malattia di Addison, che all'inizio del XX secolo non era ancora curabile. Benché la sua morte fosse sicura, Elisabetta non si scoraggiò, anzi, accettò di buon grado quello che - diceva lei - era un "grande dono". Le sue ultime parole furono: 
La sua preghiera più nota è "Mio Dio Trinità che adoro", preghiera in cui profuse il suo amore alla Trinità.

## Culto

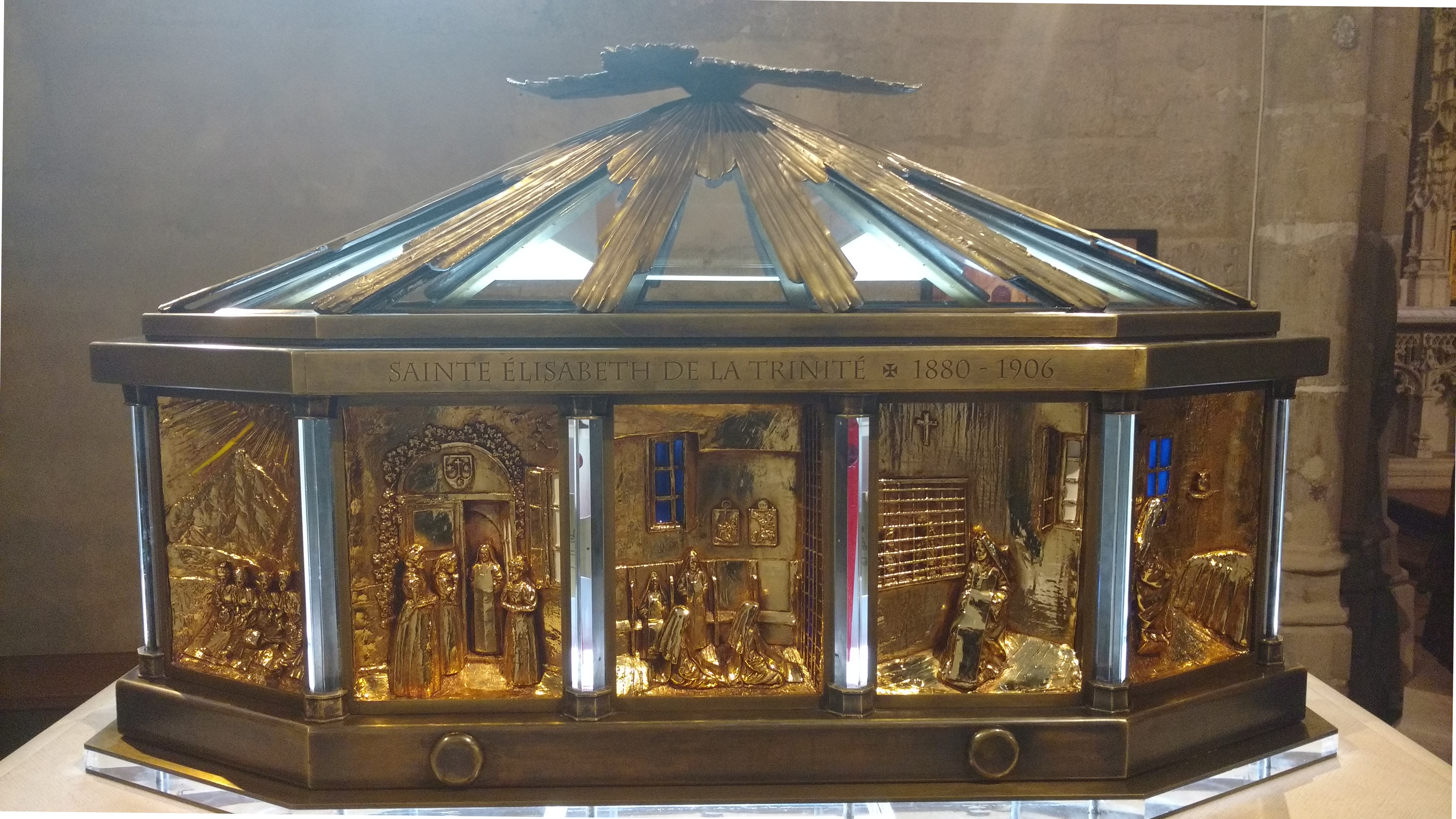
Reliquiario, chiesa saint Michel, Digione

Fu beatificata da papa Giovanni Paolo II il 25 novembre 1984 (memoria liturgica il 9 novembre):
(Martirologio Romano)
Il 4 marzo 2016 papa Francesco ha promulgato il decreto con il quale ha riconosciuto come miracolosa e ottenuta per intercessione della beata Elisabetta della Trinità la guarigione, avvenuta nel 2002, di Marie-Paule Stevens, insegnante, affetta dalla sindrome di Goujerot-Sjögren; la canonizzazione è avvenuta il 16 ottobre 2016.
Elisabetta della Trinità è una dei patroni dei malati e degli orfani.